# Володя великий, Володя маленький
«Володя великий, Володя маленький» (рос. «Володя большой, Володя маленький») — український радянський художній фільм 1985 року за мотивами однойменного та інших оповідань Антона Чехова.

## Сюжет
Дія відбувається в глухому маленькому містечку. Сірість і убогість провінційного життя не залишають Софію Львівну, героїню фільму, надії на здійснення її мрії. Софія Львівна одружилася з немолодим Володимиром Ягичем, бо він був багатий і бажаючи досадити молодому доктору Володимиру Салимовичу, в якого була закохана ще з дитинства.

## У ролях
- Ольга Меліхова —  Софія Львівна
- Ростислав Янковський —  Володимир Ягич (Володя великий)
- Олег Меньшиков —  Володимир Салимович (Володя маленький)
- Валентина Василенко — Рита
- Вікторія Корсун — Оля
- Олександр Вокач — Лев Андрійович
- У фільмі знимались: Д. Антоненко, М. Бяхова, В. Волощенко,  Наталія Гебдовська (прихожанка), Е. Джишиашвілі, Юрій Дубровін,  Людмила Лобза, А. Костилев, (прислуга), М. Криницина, Н. Пастушенко,  Неоніла Гнеповська,

## Знімальна група
- Автор сценарію і режисер-постановник: В'ячеслав Криштофович
- Оператор-постановник: Василь Трушковський
- Художник-постановник:  Олексій Левченко
- Композитор:  Вадим Храпачов
- Звукооператорка: Зоя Капістинська
- Режисерка монтажу: Елеонора Суммовська
- Режисерка: Емілія Іллєнко
- Оператор: А. Шигаєв (також оператор комбінованих зйомок)
- Художниця по костюмах: Інна Биченкова
- Художниця по гриму: Людмила Семашко
- Художник-декоратор: В. Рожков
- У фільмі використано романс Антона Рубінштейн рос. «Горные вершины» (дует, 1852)
- Редактор: Тарас Рильський
- Директор картини: Ростислав Тишковець